# Azueira e Sobral da Abelheira
Azueira e Sobral da Abelheira (oficialmente: União das Freguesias de Azueira e Sobral da Abelheira ) é uma freguesia portuguesa do município de Mafra, com 30,63 km² de área e 4434 habitantes (censo de 2021). A sua densidade populacional é 144,8 hab./km².

## História
Foi criada aquando da reorganização administrativa de 2012/2013, resultando da agregação das antigas freguesias de Azueira e Sobral da Abelheira.

## Demografia
A população registada nos censos foi:
| Distribuição da População por Grupos Etários | Distribuição da População por Grupos Etários | Distribuição da População por Grupos Etários | Distribuição da População por Grupos Etários | Distribuição da População por Grupos Etários | Distribuição da População por Grupos Etários |
| -------------------------------------------- | -------------------------------------------- | -------------------------------------------- | -------------------------------------------- | -------------------------------------------- | -------------------------------------------- |
| Antes da agregação                           |                                              |                                              |                                              |                                              |                                              |
| Ano                                          | 0-14 anos                                    | 15-24 anos                                   | 25-64 anos                                   | >= 65 anos                                   | Total                                        |
| 2001                                         | 562                                          | 514                                          | 2102                                         | 751                                          | 3929                                         |
| 2011                                         | 678                                          | 411                                          | 2303                                         | 924                                          | 4316                                         |
| Após a agregação                             |                                              |                                              |                                              |                                              |                                              |
| Ano                                          | 0-14 anos                                    | 15-24 anos                                   | 25-64 anos                                   | >= 65 anos                                   | Total                                        |
| 2021                                         | 603                                          | 453                                          | 2305                                         | 1073                                         | 4434                                         |